# Ian Wood
Sir Ian Clark Wood, född 21 juli 1942, är en brittisk (skotsk) företagsledare och universitetskansler.
Han är grundare och tidigare styrelseordförande och VD för det brittiska energiserviceföretaget Wood Group. Han är också styrelseordförande för förvaltningsbolaget JW Holdings Limited, det företag som Wood Group härstammar ifrån samt universitetskansler för universitetet Robert Gordon University i Aberdeen.
Den amerikanska ekonomitidskriften Forbes rankade Wood till att vara världens 1 987:e rikaste med en förmögenhet på 1,6 miljarder amerikanska dollar för den 3 juli 2021.
Han avlade en kandidatexamen i psykologi vid University of Aberdeen.
Wood blev dubbad till kommendör av andra klass 1982; Knight 1994; Knight Grand Cross 2016 och riddare av tistelorden  2018.